# كيفن نوفاك
كيفن نوفاك (بالإنجليزية: Kevin Novak)‏ (1 سبتمبر 1982 بلوس أنجلوس في الولايات المتحدة - ) هو لاعب كرة قدم أمريكي في مركز الدفاع. لعب مع ريال سالت ليك وRochester Rhinos ‏.

## وصلات خارجية
- كيفن نوفاك على موقع الدوري الأمريكي (الإنجليزية)
- كيفن نوفاك على موقع قاعدة بيانات كرة القدم.إي يو (الإنجليزية)